# سعد الأسمري
سعد شداد الأسمري (24 سبتمبر 1968 -) هو لاعب رياضي سعودي ، مارس فترة حياته رياضة الجري كلاعب سعودي من عام 1992م حتى اعتزاله عام 2002م ، وحصل على الإنجازات في المسابقات المحلية والقارية وشهد مشاركاته في بطولة العالم لألعاب القوى .  

## انجازاته
- حصل سعد شداد على 5 ميداليات خلال مشاركاته لدورات دولية وهي : بطولة آسيا لألعاب القوى ودورة الألعاب العربية ودورة آسيا الرباعية بالإضافة إلى فضية دورة الألعاب الآسيوية عام 1992م ، وبرونزية كأس العالم لألعاب القوى عام 1998..

| السنة | البطولة                   | المكان                   | الميداليات     | ملاحظات |
| ----- | ------------------------- | ------------------------ | -------------- | ------- |
| 1994  | دورة الألعاب الآسيوية     | هيروشيما ، اليابان       | الترتيب الثاني |         |
| 1995  | بطولة العالم لألعاب القوى | غوتنبرغ ، السويد         | الترتيب الثالث | 8:12.95 |
| ؟؟    | دورة العالم العسكرية      | روما ، إيطاليا           | الترتيب الأول  |         |
| 1997  | دورة الألعاب العربية      | بيروت ، لبنان            | الترتيب الأول  |         |
| 1997  | بطولة العالم لألعاب القوى | أثينا ، اليونان          | الترتيب الرابع |         |
| 1998  | دورة الألعاب الآسيوية     | فوكوكا ، اليابان         | الترتيب الأول  |         |
| 1998  | كأس العالم لألعاب القوى   | جوهانسبرغ ، جنوب أفريقيا | الترتيب الثالث |         |

### أرقام قياسية خلال المشاركة
- 1500 متر - 3:41.1 دقيقة ، عام 1994م.
- 3000 متر - 8:12.27 دقيقة ، عام 2000م.
- 3000 متر موانع - 8:08.14 دقيقة ، عام 2002م.

## وصلات خارجية
- سعد الأسمري على موقع أوليمبيديا (الإنجليزية)